# Werner (Motorrad)
Die Werner von 1897 war ein frühes Motorfahrrad als Zweirad mit Frontantrieb, welches ab 1903 als Motorrad weiter entwickelt wurde.

## Modell 1897
Die Gebrüder Werner in Paris kamen 1896 auf die Idee, ein Fahrrad mit einem kleinen Motor auszurüsten. Der leichte Einzylinder-Viertaktmotor wurde von Hippolyte Labitte 1896 hergestellt. Der 10 kg leichte Motor wurde direkt vor dem Lenkkopf montiert; zunächst als Reibrollenantrieb konzipiert. Der elastische Riemenantrieb erwies sich jedoch als vorteilhafter, so dass dieser in der Serienproduktion Verwendung fand. Das erste Motorfahrrad der Gebrüder Werner, „Motocyclette“ genannt, hatte noch die Glührohrzündung. 1898 wurde das Motorfahrrad überarbeitet. Der Motor erhielt durch die Hubraumerhöhung auf 232 cm³ und die zuverlässigere Batterie-Spulenzündung mit Unterbrecher eine Leistungssteigerung auf 1,5 PS. Bei Bergfahrten konnten die Pedale zur Motorunterstützung eingesetzt werden. Gestartet wurde mit den Pedalen, die nach Start des Motors festgestellt werden konnten, um als Stütze für die Füße zu dienen.

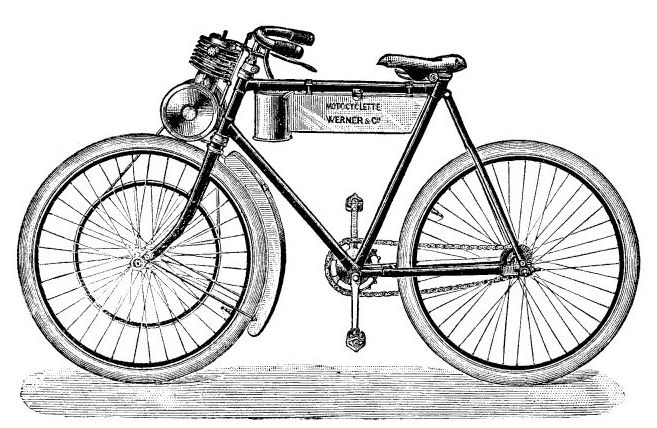
Zweirad mit Frontantrieb Werner Motocyclette 0.75 CV (1898)
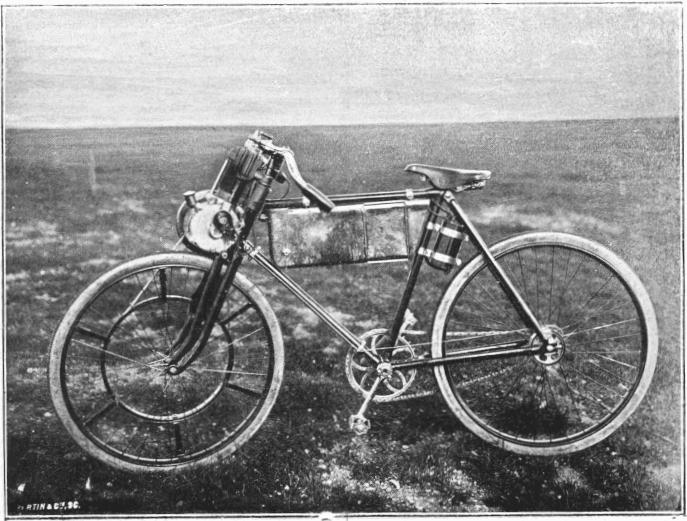
Werner Motocylette 1½ CV (1901 Critérium des motocyclettes)
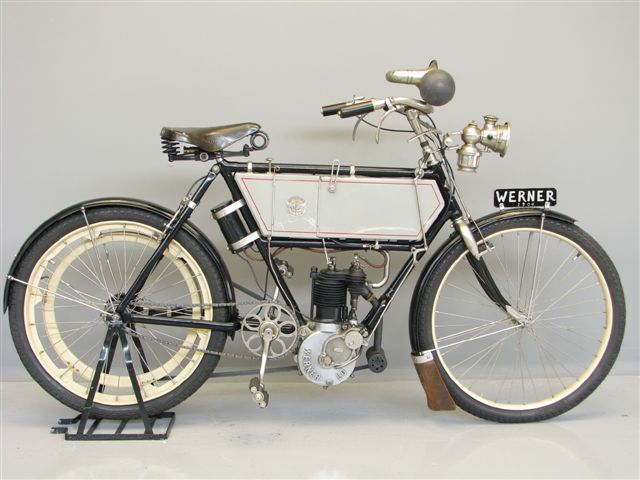
Motorrad 230-cm³-Werner-Motorrad (1904)

## Modell 1901
1901 erschien die „Neue Werner“. Bei dem komplett überarbeiteten Modell, nun mit einem Leergewicht von 41 kg, wurde der Motor ähnlich der Laurin & Klement Typ 1 in den Fahrradrahmen integriert. Der Einbaumotor, der von De Dion-Bouton gelieferte Einzylindermotor mit 225 cm³ Hubraum und 2,75 PS, später (1904) mit 262 cm³ Hubraum und 3,25 PS und Spritzdüsenvergaser, erlaubte eine Höchstgeschwindigkeit von 45 km/h. Die Teilnahme am Rennen Paris–Wien endete mit einem Doppelsieg in der Motorradklasse für die „Neue Werner“. Der Erfolg wurde 1903 beim Rennen Paris–Madrid mit einem Sieg wiederholt.

## Modell 1904
Die weiterentwickelten käuflichen Modelle wurden 1904 dementsprechend als „2,75 PS Paris–Wien“ und „3,25 PS Paris–Madrid“ angeboten. 1905 wurde noch ein Zweizylindermodell mit 4 PS aufgelegt.

## Verbreitung
Wurden 1897 nur ein paar Dutzend Werner-Motorfahrräder hergestellt, begann 1898 die Produktion in großer Stückzahl; es wurden Tausende verkauft. Die Produktion belief sich auf 300 bis 500 Motocyclettes pro Jahr. Das geringe Gewicht sowie die technische Zuverlässigkeit sorgen für die Verbreitung in ganz Europa.
Lizenznehmer waren u. a. die Fahrzeugfabrik Eisenach, die Cyklon Maschinenfabrik und das Britische Motor Syndikat unter Harry John Lawson. Der deutsche Hersteller NSU bot 1931 das Konzept des Frontantriebs, jedoch mit Kettenantrieb, mit seiner NSU Motosulm an. Der französische Hersteller Solex griff 1946 mit seiner Vélosolex mit Reibrollenantrieb die ursprüngliche Idee der Gebrüder Werner wieder auf.